# رامبلر
رامبلر (بالإنجليزية: Rambler)‏ (بالروسية: Рамблер) هو محرك بحث روسي وواحد من أكبر بوابات الويب في روسيا.

## التاريخ
أصبح محرك البحث رامبلر متاحًا على الإنترنت منذ عام 1996. 
في عام 2005، أصبحت مجموعة رامبلر عامة، واشترتها بروف ميديا في عام 2006.
في 18 يوليو (تموز) 2008، أُعلن أن جوجل ستستحوذ على بيجِن [الإنجليزية]، وهي جزء من رامبلر وواحدة من أكبر خدمات الإعلانات السياقية الروسية مقابل 140 مليون دولار، ولكن تم حظر الصفقة من قبل خدمة مكافحة الاحتكار الفيدرالية الروسية.
اعتبارًا من يوليو 2013، احتل موقع رامبلر المرتبة 11 من حيث الشعبية بين المواقع الروسية.
في سبتمبر 2016، تم الإبلاغ عن اختراق الموقع.
في فبراير 2012، تلقى LeakedSource تفريغ قاعدة بيانات المستخدم في ذلك الوقت والذي تضمن أسماء المستخدمين وكلمات المرور وحسابات المراسلة الفورية آي سي كيو لأكثر من 98 مليون مستخدم. تم الكشف عن أن قاعدة بيانات رامبلر تخزن كلمات مرور المستخدم في نص عادي، مما يعني أن أي شخص انتهك قاعدة البيانات على الفور يمكنه الوصول إلى حسابات البريد الإلكتروني لجميع مستخدميها.
في عام 2020، أصبحت شركة سبيربنك المملوكة للدولة المالك الوحيد لمجموعة رامبلر.

## المنافسون
المنافسون الرئيسيون لشركة رامبلر في السوق الروسية هم ياندكس ومايل رو.

## الخدمات
تشمل الخدمات التي تقدمها رامبلر البحث على الويب والبريد الإلكتروني وتجميع الأخبار والتجارة الإلكترونية والخدمات الأخرى للمجتمع الناطق باللغة الروسية على مستوى العالم. يكمله عدد من مواقع الويب الأخرى المملوكة لمجموعة للشركة بما في ذلك:
- Lenta.ru: صحيفة على الإنترنت باللغة الروسية
- Doktor.ru: نصائح صحية وطبية
- Mama.ru: نصيحة الأبوة والأمومة
- Ferra.ru: معلومات حول أجهزة الكمبيوتر
- rns.online: تجميع الأخبار
- eda.ru: وصفات الطهي

## انظُر أيضًا
- ياندكس
- مايل رو

## مَراجع
1. ↑  ""Проф-Медиа" приобретает 54.8% Rambler Media". Rambler.ru (بالروسية). 31 Oct 2006. Archived from the original on 2008-12-27. Retrieved 2008-10-21.
2. ↑  Alexander Levashov (23 Oct 2008). "ФАС не разрешила Google купить "Бегун"" (بالروسية). RBC Holding. Archived from the original on 2008-10-24. Retrieved 2009-10-06.
3. ↑  "Google Press Center: Google To Acquire Russian Context Ads Service Begun". مؤرشف من الأصل في 2012-04-16. اطلع عليه بتاريخ 2008-07-21.
4. ↑  Gallagher، Sean. "More passwords, please: 98 million leaked from 2012 breach of "Russia's Yahoo"". Ars Technica. مؤرشف من الأصل في 2016-12-08. اطلع عليه بتاريخ 2016-09-30.
5. ↑  "LeakedSource: Rambler.ru breach". مؤرشف من الأصل في 2016-10-02. اطلع عليه بتاريخ 2016-09-30.
6. ↑  "Сбербанк стал единственным владельцем Rambler". rbc.ru. 29 أكتوبر 2020. مؤرشف من الأصل في 2021-12-28.